# Louvaines
Louvaines är en kommun i departementet Maine-et-Loire i regionen Pays de la Loire i nordvästra Frankrike. Kommunen ligger i kantonen Segré som tillhör arrondissementet Segré. År 2018 hade Louvaines 427 invånare.

## Befolkningsutveckling
Antalet invånare i kommunen Louvaines
| Referens: INSEE |